# Setges de Saragossa
Els dos setges de Saragossa soferts per la ciutat aragonesa de Saragossa durant la Guerra del Francès, varen enfrontar els exèrcits d'ocupació del Primer Imperi Francès de Napoleó Bonaparte i a les forces espanyoles lleials a la dinastia Borbó.
La plaça era clau per garantir les comunicacions del nord-est i l'abastament de les tropes a Catalunya, així com per controlar Aragó. Per això, després de la sublevació de la ciutat a conseqüència dels esdeveniments del Dos de maig de 1808, es va enviar a un exèrcit a restablir el control de la ciutat. Encara que les tropes franceses eren superiors en nombre i armament, la ciutat va resistir.
Tanmateix, a final d'any, els francesos van tornar en major nombre i van reprendre el setge. Malgrat la ferotge resistència, immortalitzada per diversos cronistes, la ciutat, delmada per la guerra i les epidèmies derivades del setge, va capitular finalment el 21 de febrer de 1809.
Els setges de Saragossa van ser un dels esdeveniments més representatius de la Guerra d'Independència, llegant un gran nombre d'herois i llegendes a la tradició popular, i sent font d'inspiració per a diversos escriptors.

## Antecedents i sublevació de la ciutat

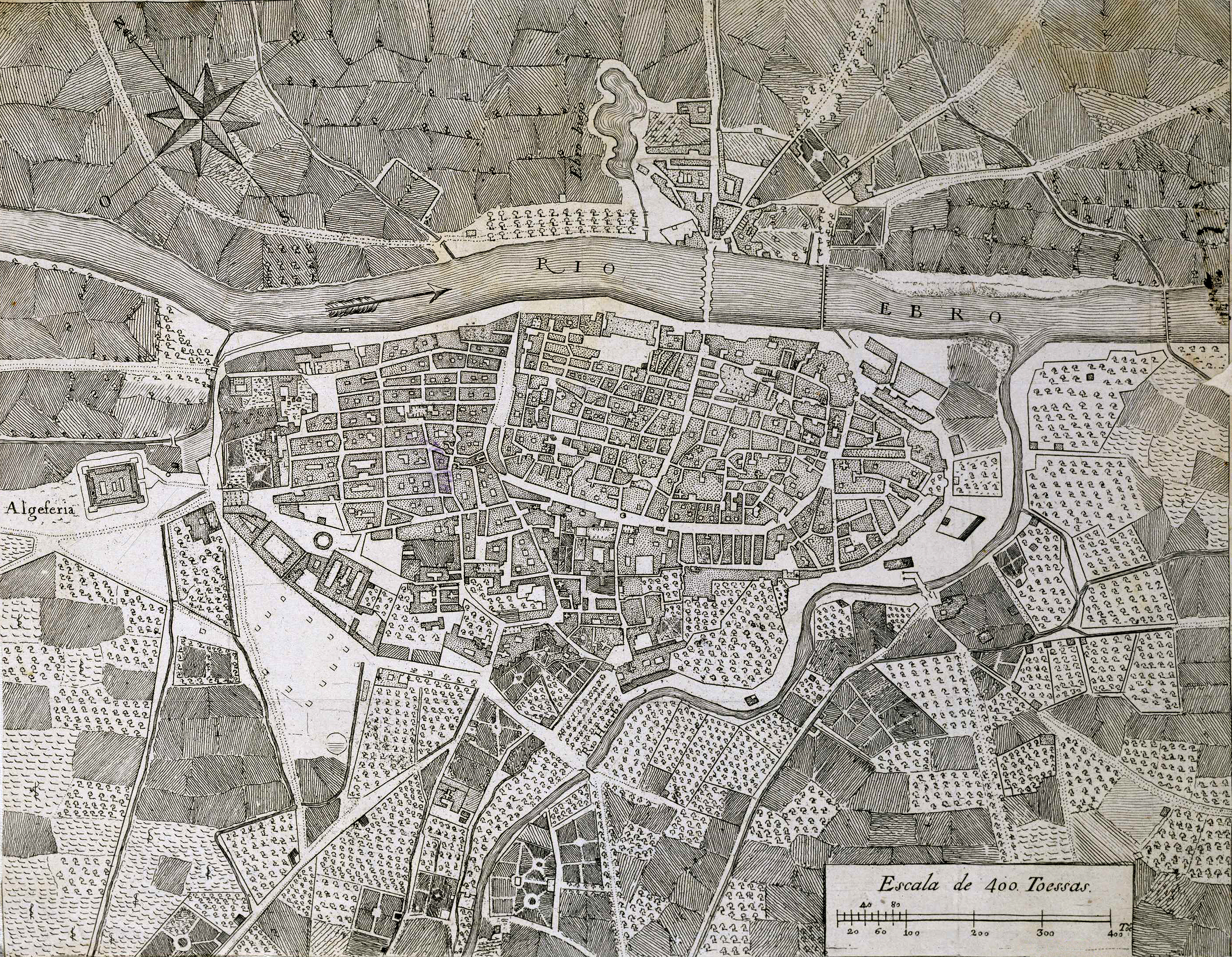
Saragossa el, abans dels setges

La Revolució Francesa de 1789 va marcar el començament d'una llarga sèrie de guerres a Europa en què Espanya no va deixar d'intervenir. Prevalent inicialment els vincles dinàstics entre els reis d'Espanya i els reis deposats francesos, Espanya va participar en les coalicions antirevolucionàries, que es van estavellar militarment contra el geni bèl·lic de Napoleó Bonaparte. El primer ministre, Manuel Godoy, va iniciar llavors una política d'aliança amb França, una vegada convençut de la inutilitat d'oposar-se a la nova potència continental. Després de la derrota que l'armada de Napoleó va sofrir en la batalla de Trafalgar el 1805, l'emperador francès va decretar el Bloqueig Continental, pel que cap país d'Europa no podia comerciar amb el Regne Unit. No obstant això, Portugal va transgredir la llei imposada per Napoleó en firmar el Tractat de Tilsit el juliol de 1807.
A París, la reacció del govern napoleònic no es va fer esperar. Les forces franceses van intentar capturar la flota reial del rei Joan VI, que va fugir a la colònia portuguesa del Brasil. L'única alternativa que li quedava a Bonaparte era entrar en territori portuguès via Espanya. Manuel Godoy, primer ministre del rei espanyol Carles IV, va firmar un pacte amb els francesos pel qual se li permetria a l'exèrcit napoleònic entrar a Espanya per planejar la invasió a Portugal. El 18 d'octubre de 1807, les hosts de Napoleón van arribar a Barcelona i al cap de poc van ocupar València.
Acantonades les tropes franceses ja al llarg d'Espanya, i donada l'apatia i deixadesa del govern espanyol, Napoleó va decidir reemplaçar el rei Carles IV i el seu fill i hereu Fernando, que mantenien un enfrontament pel tron, pel seu germà Josep Bonaparte. Així, fa firmar a començament de maig de 1808 tant el rei Carles IV com el príncep Ferran (futur Ferran VII) les conegudes com Abdicacions de Baiona en les quals renunciaven als seus drets al tron d'Espanya en favor de Napoleó, que al seu torn va renunciar en favor del seu germà el juny.
Malgrat la crida del govern a cooperar amb les noves autoritats, el descontentament popular per l'ocupació militar va motivar l'aixecament del 2 de maig de 1808 a la capital. A Saragossa va anar guanyant ascendent el partit del príncep d'Astúries, mentre que pagesos com Jorge Ibor o Mariano Cirerer anaven agrupant descontents entre la classe popular. Encara que els principals dirigents locals es mostraven contemporitzadors en espera de moviments per part de l'exèrcit a Barcelona, l'ajuntament es va negar a enviar representants a les Corts de Baiona.

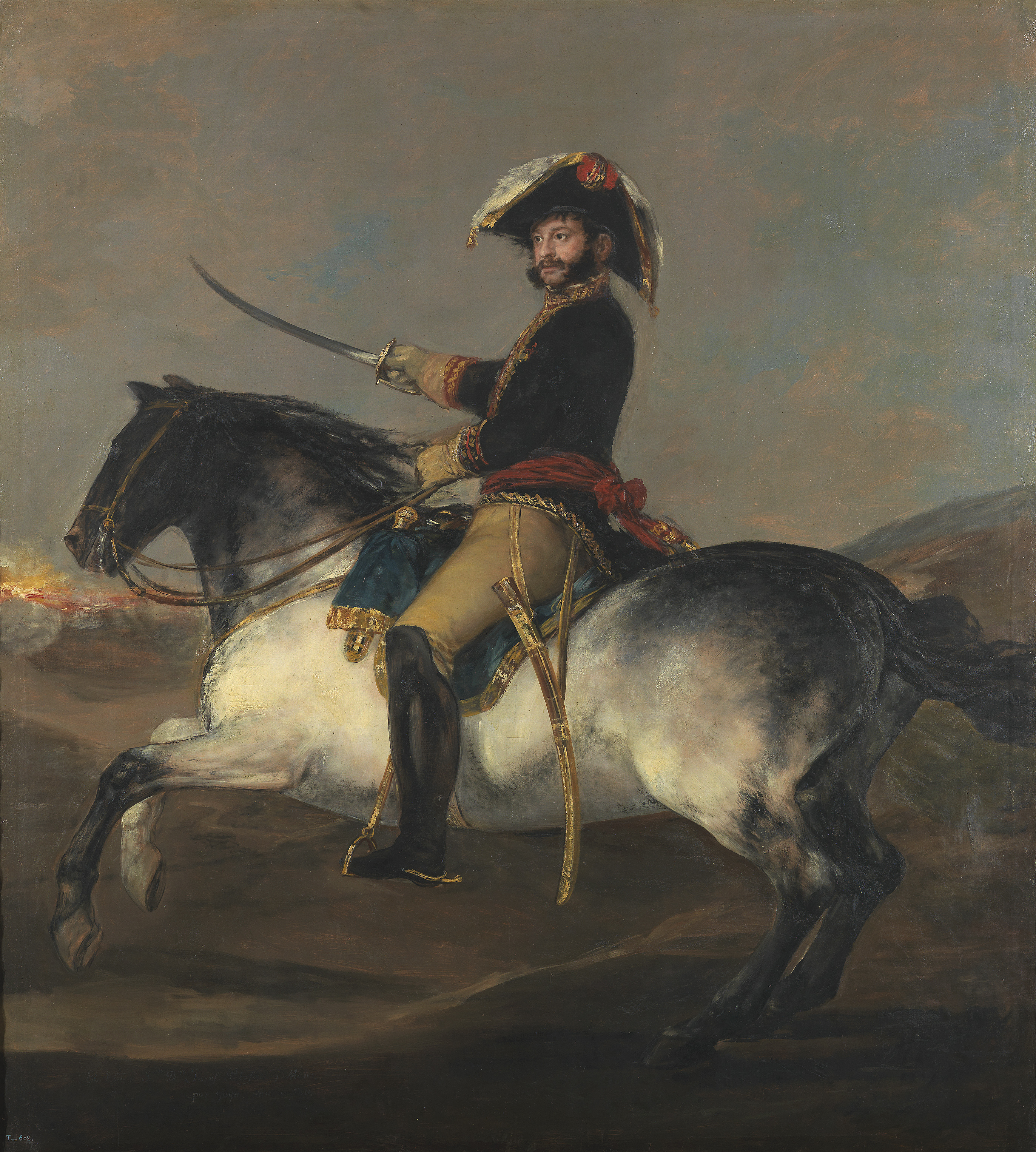
Palafox, pintat per Goya

Al mig de la creixent repressió per part francesa, diverses juntes regionals es van declarar en rebel·lia a tot el país. El brigadier José de Palafox y Melci, partidari del Príncep d'Astúries i cap de la rebel·lió a Aragó, va ser nomenat líder de la sublevació davant de la indecisió del Comte de Sástago i de l'exministre Antonio Cornel. Palafox es trobava ocult i pròfug de la justícia francesa en una finca familiar del terme de La Alfranca, a Pastriz. Un grup de paisans, enviats pel líder popular Jorge Ibor Casamayor «Oncle Jorge», va acudir en la seva cerca i el va traslladar a Saragossa.
A Saragossa el poble va assaltar el palau de Capitania el 24 de maig en assabentar-se que la família reial s'havia exiliat del país. Carlos González, practicant de medicina, ha estat acreditat com el primer a haver-se posat els colors nacionals d'una sublevació que va abastar a la mateixa guàrdia. Els insurrectes van tancar el Capità General d'Aragó Jorge Juan Guillelmi a l'Aljaferia per la seva oposició a armar els civils. La intervenció de la família Torres i la cessió final, sense més resistència, de les claus de la fortalesa van evitar represàlies contra el governador. Malgrat ser veterà de tres campanyes i ferit anys enrere a la Guerra del Rosselló davant els revolucionaris francesos de la Convenció, va ser titllat d'afrancesat per romandre afecte a les ordres de l'Infant Antonio Pasqual de Borbó i oposar-se a la insurrecció. Regidors municipals i jutges van tractar de conservar l'ordre, i van evitar en la mesura possible un pogrom antifrancès. L'endemà, els revoltats tenien el suport dels artillers de la fortalesa i el control dels fons i municions de l'exèrcit. Aquell 25 de maig Palafox va rebre oficialment el comandament dels revoltats mantenint a les seves ordres al segon de Guillelmi, Carlos Mori i el 26 era reconegut per l'Ajuntament i Reial Acord.

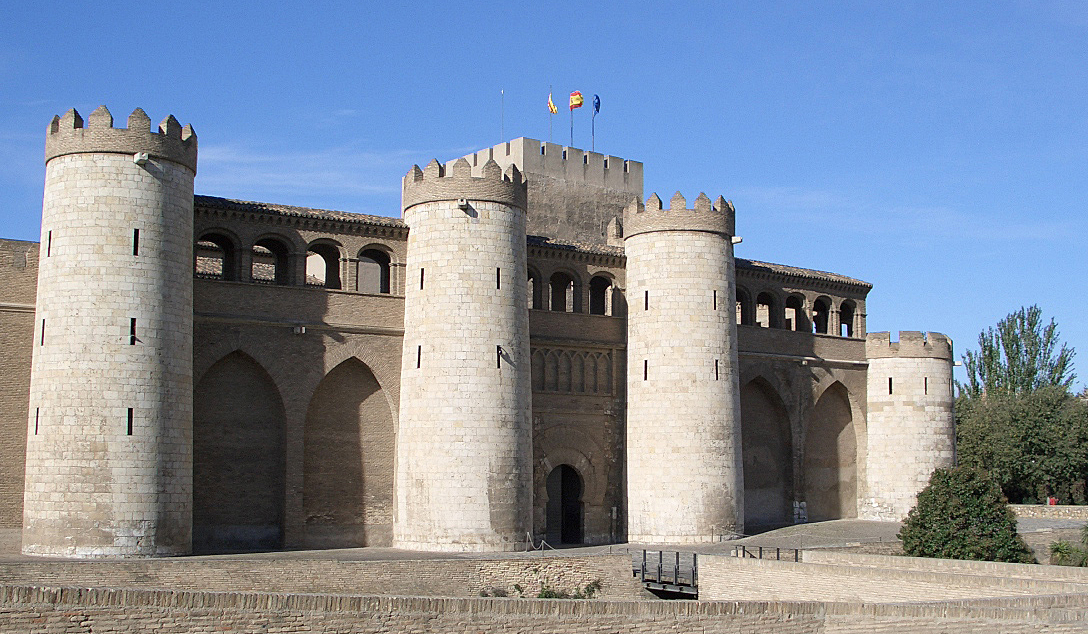
El Castell i Palau de l'Aljaferia, seu de la guarnició de la ciutat

Es va formar una junta militar, que es va centrar a demanar suports a la província de Saragossa, i una altra per reunir terços. Palafox va repartir les armes de l'arsenal de l'Aljaferia i va formar terços de voluntaris per completar l'exigua guarnició de la plaça, alhora que s'iniciava la fortificació de la ciutat pel coronel d'enginyers Antonio Sangenís Torres. Abans de rebre cap ordre en aquest sentit i en vista de la passivitat de les autoritats, Sangenis va recórrer pel seu compte la ciutat traçant plans de fortificació. Va arribar a ser detingut per «espia» alliberat per ordre de Palafox quan aquest va conèixer els seus propòsits, al mateix temps que el nomenava responsable de la millora de les defenses de la ciutat. Aquesta anècdota mostra la improvisació amb què s'actuava a la ciutat. Les forces sota el comandament de Palafox van arribar a uns cinc mil soldats, encara que sense experiència ni entrenament i uns 80 canons de baix calibre que es trobaven als dipòsits de l'Aljaferia.mmm
El dia 6 de juny un exèrcit al comandament del general de brigada Charles Lefèvbre-Desnouettes va ser enviat des de Pamplona a prendre la ciutat, de gran valor estratègic tant per la seva relativa proximitat a la frontera francesa i la seva categoria de capital de la regió d'Aragó, com per la seva posició clau com a nus de comunicacions on es creuava l'eix que unia Madrid amb Barcelona, amb el qual enllaça el País Basc amb la costa valenciana. La línia logística de l'exèrcit francès començava a Navarra i embarcava els queviures al Canal Imperial d'Aragó, i Saragossa era un punt clau per garantir l'aprovisionament de les forces franceses de Tortosa i Tarragona. Les tropes de Lefèvbre es componien d'uns cinc mil soldats d'infanteria, tres esquadrons de cavalleria i sis peces d'artilleria. La composició de les tropes, poca artilleria i molta cavalleria, mostra clarament que la seva missió era la de lluitar contra la possible resistència espanyola en camp obert, sense esperar resistència a Saragossa.

## Primer setge
El 15 de juny de 1808, després d'haver vençut amb facilitat, en dies anteriors, l'avançada espanyola liderada per Luis Rebolledo de Palafox y Melci, el marquès de Lazán i germà de Palafox, a Tudela i Mallén, i a les tropes de civils que, comandades pel mateix general Palafox, van acudir precipitadament des de Saragossa, a Alagó el dia 12 de juny; Lefèbvre es va aproximar a la ciutat amb una infanteria que era majoritàriament novella, però no així la cavalleria, 3 esquadrons dels molt experimentats llancers polonesos del Regiment del Vístula. Davant, la ciutat de Saragossa, plaça oberta i pobrament fortificada, tenia a penes un centenar de soldats professionals i més de 10.000 voluntaris.
El matí del 15 de juny els saragossans van tenir notícia d'aquest acostament i Palafox i la seva plana major van abandonar la ciutat, en una acció molt discutida posteriorment, Vicente Bustamante, tinent del rei, hi va romandre com a comandament superior. Poc després de migdia els francesos es van presentar davant de les portes de la ciutat, que van trobar tancades. Lefèbvre, sense donar descans als seus homes i jutjant una victòria ràpida, va llançar l'atac. Les descàrregues d'artilleria francesa van obrir diverses bretxes a les tàpies entre les portes del Carme i del Portillo i per elles es va llançar la infanteria francesa. Un intens foc els va rebre des de la ciutat, tant d'artilleria com de fuselleria, i per tot arreu apareixien centenars de civils armats, per a sorpresa de Lefèvbre que no esperava aquesta resistència. Després d'una llarga tard de lluita a les portes de la ciutat (el Portillo, la Porta del Carme i la de Santa Engràcia), els defensors van rebutjar el primer assalt francès. En la defensa va destacar al capdavant de l'artilleria, en la denominada batalla de les Eras, Rafael de Irazábal y Guillelmi (nebot de l'anterior capità General) com a oficial superior de l'arma, després de sortir de la seva reclusió a l'Aljafería. Els escassos atacants que van aconseguir entrar a la ciutat durant la batalla van ser aniquilats immediatament al costat de les portes. Només un grup de genets va aconseguir trencar la línia i endinsar-se profundament a la ciutat; delmats al llarg del seu recorregut per Saragossa van ser finalment atacats i vençuts per un grup de dones saragossanes armades amb pedres, ganivets, etc. a la plaça del Portillo. El fet seria immortalitzat per Fernando Brambila, pintor italià que havia estat convidat per Palafox per narrar la contesa. Els francesos van haver de retirar-se precipitadament al voltant de les 7 de la tarda, i van ser fins i tot perseguits pels saragossans en camp obert. Els francesos van perdre gairebé 700 homes entre morts i ferits, diversos canons i banderes. En aquests fets del Portillo hi va destacar el carreter del Vendrell Francesc Riera Lleona, que amb les seves cavalleries ajudà a traslladar munició i ferits arreu del Portillo.
Després d'aquest inesperat fracàs inicial, els francesos van sotmetre la ciutat a un intens bombardeig, mentre procuraven tallar les seves línies d'avituallament i organitzar un setge ordenat, malgrat que el nombre de tropes de què disposaven era clarament insuficient per a aquest fi. Els saragossans, per la seva part, es van ocupar en diverses obres de fortificació: parapets, espitlleres, barricades, etc. de les que no s'havien ocupat abans, comandats pel ja esmentat Antonio Sangenis. Durant els dies següents es van produir diversos atacs puntuals francesos que varen ser rebutjats.
El 23 de juny es va lliurar a Épila una altra escaramussa entre tropes franceses i la forces que havia reunit Palafox des de la seva sortida de la ciutat. Els francesos van aconseguir interrompre les comunicacions entre Madrid i Saragossa durant tot el primer setge de Saragossa i aïllar-los dels molins de pólvora de Villafeliche, que proveïa els defensors.
El 25 de juny el general de divisió Jean Antoine Verdier, de major rang que Lefèbvre, va arribar amb nombrosos reforços i es fa càrrec del setge. Els dies 26, 27 i 28, els bombardeigs es fan especialment intensos. El polvorí on s'emmagatzemaven les municions de la ciutat, situat al Seminari de San Carlos, va esclatar per culpa d'un cigar el dia 27, i va causar greus danys al barri de la Magdalena i un caos que els francesos van intentar aprofitar per entrar a la ciutat. Després d'una dura lluita, els defensors van reeixir resistir a la ciutat, encara que els francesos van ocupar amb èxit el barri exterior de Torrero i alguns altres llocs extramurs. Des de les seves noves posicions amenaçaran les posicions espanyoles del Aljafería durant els dies següents, encara que sense aconseguir avenços.

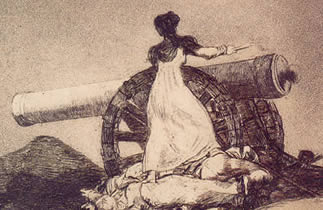
Agustina d'Aragó en un gravat de Goya

El 2 de juliol Palafox va tornar a Saragossa amb els reforços que es van reunir a Calatayud. L'arribada es produí just a temps, ja que aquell mateix dia els francesos llançaren un altre atac general sobre la ciutat. Foren atacades les portes de Sancho i del Portillo, a l'oest de la ciutat. A aquesta darrera, una dona anomenada Agustina Zaragoza disparà una bateria de la qual els artillers havien caigut per una explosió. El tret posà en fuga els francesos i va permetre conservar la porta. Es lliuraren també combats a la Porta del Carmen i a la de Santa Engràcia, a més del convent de San José, ja que els convents que limitaven les muralles eren punts forts de la línia de defensa de la ciutat. Malgrat aquesta nova ofensiva sobre els defensors numèricament inferiors, els francesos van ser de nou rebutjats.

Després d'aquest darrer fracàs, els francesos començaren a enfocar la presa de Saragossa com un setge a tots els efectes, malgrat que era una ciutat poc fortificada. Per això, es tractava d'aïllar la ciutat i de completar el cercle. Així, els francesos construïren l'11 de juliol un pont sobre l'Ebre per poder envoltar la ciutat per l'altre costat del riu. L'historiador aragonès Agustín Alcaide ho narra així:
| «                 | Per al pas de l'Ebre l'enemic va observar totes les regles: va escollir un angle entrant; va col·locar els seus costats a cobert de l'artilleria i fuselleria, va recollir i va arreglar el fustam de l'edifici de Sant Lambert, va proporcionar vaixells per passar d'avançada, i en una nit va construir el pont amb gruixudes bigues de 6 vares de llarg. A cada costat sortia una d'elles d'una vara més que les altres per ambdós costats, i cada tres estaven subjectes entre si, i cap als seus extrems, amb taules que asseguraven grans claus: pel mig, i en tota l'extensió del pont, corria un pis de taules amb l'ample suficient per al pas d'un canó o carro. | » |
| — Agustín Alcaide | |   |

Un cop travessat el riu, van assaltar i van prendre la major part de l'Arrabal, un raval saragossà separat de la resta de la ciutat pel riu. El 14 de juliol, amb la destrucció del pont sobre el riu Gàllego, es va posar en dificultats el camí de Barcelona, pel qual arribaven els exigus reforços de Lleida i Montsó. El 19 de juliol, es tallà la séquia del Rabal, per tractar de deixar sense aigua les hortes de la ciutat. Tanmateix, l'encerclament no es completà, i a través del riu van continuar arribant queviures i reforços, encara que no en grans quantitats.
Durant la resta del mes de juliol, les tropes franceses es van veure enfrontades a una lluita casa per casa i carrer per carrer per prendre el control dels barris extramurs, mentre el setge s'anava fent més formal a mesura que els sapadors i enginyers de l'exèrcit francès organitzaven trinxeres, mines subterrànies i desplegaven artilleria de setge.
Amb l'arribada de reforços a començament d'agost, l'exèrcit francès va aconseguir finalment capturar les últimes posicions extramurs dels defensors i endurir el cercle. Per aquestes dates, el foc de l'artilleria francesa va arribar a l'hospital on s'allotjaven els ferits, la qual cosa va suposar un cop dur però, malgrat tot, la ciutat va aguantar la gran ofensiva llançada el 4 d'agost, precedida d'un intens bombardeig de tres dies que va devastar part de l'actual centre històric, gràcies al fet que els defensors van aconseguir reagrupar-se per l'amenaça del tinent Luciano Tornos, que va apuntar amb un canó els que fugien creuant l'Ebre pel Pont de Pedra. Els danys a la ciutat van ser abundants, i va ser saquejat, a més, el tresor general, però el preu pagat pels atacants fou alt: el mateix general Verdier va haver de ser reemplaçat novament per Lefèbvre a causa de les ferides sofertes.
El general Lefèbvre va prendre llavors el comandament. Una sortida de Palafox, que va aconseguir portar reforços i queviures a la ciutat, i les notícies de la seva derrota a la batalla de Bailèn amb la consegüent inflexió dels esdeveniments bèl·lics, va contenir els francesos, que es van limitar a prosseguir el bombardeig i mantenir les posicions. Amb la iniciativa a les seves mans, els espanyols realitzaren el 8 d'agost un contraatac sobre l'Arrabal i aconsegueixen trencar el setge. En la nit del 13 al 14 d'agost, els francesos van abandonar la ciutat després de volar el pont que havien construït i el monestir renaixentista de Santa Engracia, a més d'incendiar el convent de Sant Francesc.
En conjunt, l'exèrcit imperial francès va ser derrotat per una petita presència militar espanyola i per un nombrosíssim conjunt de ciutadans que es van unir a la defensa de la seva ciutat. Aquest setge va costar als francesos entre 3.000 i 4.000 homes. La quantitat de morts, ferits o malalts entre els oficials superiors va ser tal que alguns regiments van quedar comandats per capitans. A més, en la seva retirada van abandonar unes 50 peces d'artilleria, que no van poder emportar-se amb ells. En el camp contrari, els espanyols van experimentar unes 2.000 baixes i van veure devastada pel foc enemic àmplies parts de la ciutat.

## Interludi
Les forces enviades pel germà de Palafox van perseguir l'enemic fins a Navarra, on es van incorporar les forces d'altres juntes regionals en la seva persecució dels francesos. Una vegada que van haver marxat, es va començar la reparació de les defenses danyades per la contesa, sota el comandament del coronel Sangenís. Es van prendre també mesures per garantir la higiene i allunyar el risc d'epidèmia que acompanya els setges, però no es va poder evitar un brot de tifus que es va cobrar, entre d'altres, la vida del capitost Jorge Ibor y Casamayor, l'«oncle Jorge» que havia estat un líder clau en la deposició de Guillelmi. És de destacar l'arribada del comissari britànic Doyle, que en representació del seu país va enviar 8.000 fusells per donar suport a la causa espanyola.
La derrota francesa a la batalla de Bailén, l'arribada dels anglesos de John Moore a Portugal, que derrotaren Jean-Andoche Junot a la batalla de Vimeiro i la reorganització dels exèrcits espanyols que planejaven l'atac de Madrid, que consistien en l'exèrcit del general Joaquín Blake a la costa nord, l'exèrcit del general Francisco Javier Castaños al voltant de Tudela, l'exèrcit del general José Rebolledo de Palafox al voltant de Saragossa, i l'exèrcit d'Extremadura va forçar el rei Josep I Bonaparte a abandonar Madrid i retirar tot l'exèrcit més enllà de l'Ebre.
Napoleó va decidir resoldre directament els problemes militars de la península ibèrica, creuant la frontera el 4 de novembre amb 200.000 homes decidit a la reconquista de Madrid, i la derrota de l'exercit anglès.
Blake va iniciar una ofensiva prop de Bilbao però va ser derrotat a Pancorbo el 31 d'octubre de 1808, i després de derrotar els espanyols, Napoleó va fer de Burgos el quarter general, deixant al seu germà Josep a la ciutat, partint cap a Madrid, el mariscal Jean Lannes va rebre el comandament dels exèrcits del front de l'Ebre, amb Saragossa com a objectiu immediat per restablir el control francès del nord-est peninsular, i després de derrotar els espanyols a la batalla de Tudela el 23 de novembre va dirigir-se a Saragossa.

## Segon setge

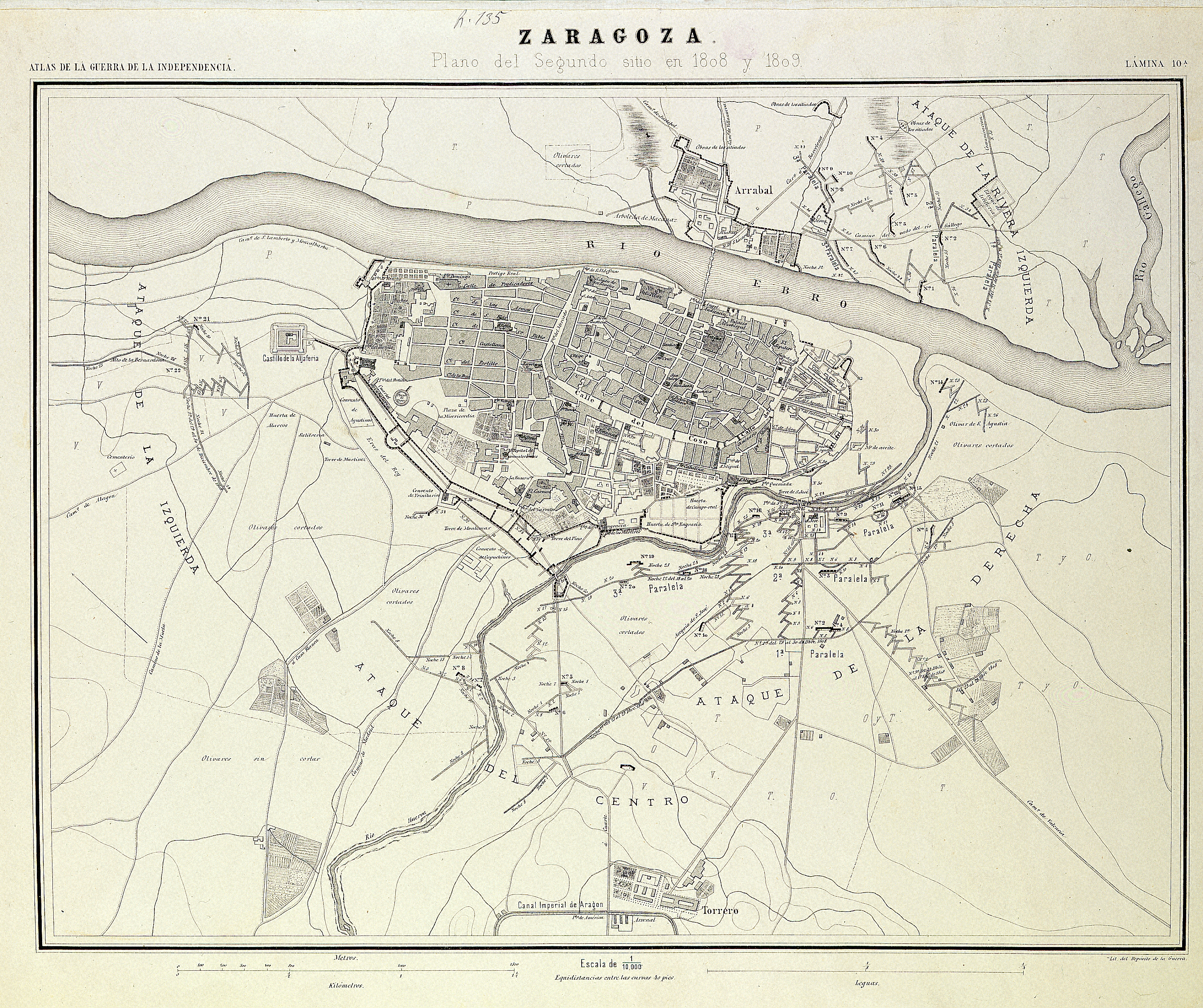
Plànol de 1868 del Segon Setge de 1808-1809

El segon setge va començar el 21 de desembre de 1808. L'exèrcit francès, conscient de la importància estratègica de Saragossa i de l'impacte moral que tenia la resistència de la ciutat davant de l'exèrcit francès, ja que s'havia convertit en un símbol de la resistència espanyola, va tornar amb nombroses tropes manades aquesta vegada pel mariscal Lannes, sumant més de 35.000 soldats d'infanteria i 2.000 de cavalleria. La ciutat estava ara més preparada. Encara que no havia tingut temps d'acabar les fortificacions, es va poder disposar de fins a 160 canons gràcies als capturats al setge previ i es va poder reunir la collita abans del setge. Els defensors incloïen uns 30.000 soldats regulars, a més a més de milers de voluntaris de la ciutadania, la col·laboració de la qual va ser molt important. Malgrat ser informat de la capitulació de Madrid davant l'exèrcit imperial, Palafox es negà a negociar una rendició: «Després de mort, parlarem! », replicà.
El 21 de desembre aquest exèrcit va atacar Saragossa per diversos punts, tractant de prendre el Canal Imperial a Casablanca i La Paz, així com els barris exteriors de l'Arrabal i de Torrero. Van aconseguir certs avenços, però la resistència va ser enverinada i els defensors van retenir les seves posicions. Tanmateix, la captura del camí de Zuera, la voladura del pont d'Amèrica pels defensors per evitar la seva captura, i els seus avenços extramurs, van aïllar els defensors. Els francesos van realitzar el segon setge més exhaustivament, i van dedicar els dies següents a construir ponts sobre l'Ebre per Juslibol (22 de desembre) i sobre el Huerva (25-26 del mateix mes) amb els quals assegurar el cercle envoltant la ciutat. Simultàniament, i en l'ortodòxia militar més pura, van avançar amb trinxeres paral·leles a les defenses de la ciutat.
A San José, Santa Engracia i als voltants de l'Aljafería es va combatre llavors amb ardidesa. Els avenços francesos es van convertir en costosos, i els contraatacs del General O'Neylle aconseguien recuperar part del terreny perdut. Especialment reeixida va ser la sortida del 31 de desembre, aprofitant-se de les inundacions que havien danyat els ponts francesos, en la que els defensors van arribar a Juslibol. Després de gairebé un mes d'atacs i contraatacs, el 15 de gener caigué el reducte del Pilar, últim dels fortins extramurs del perímetre espanyol.

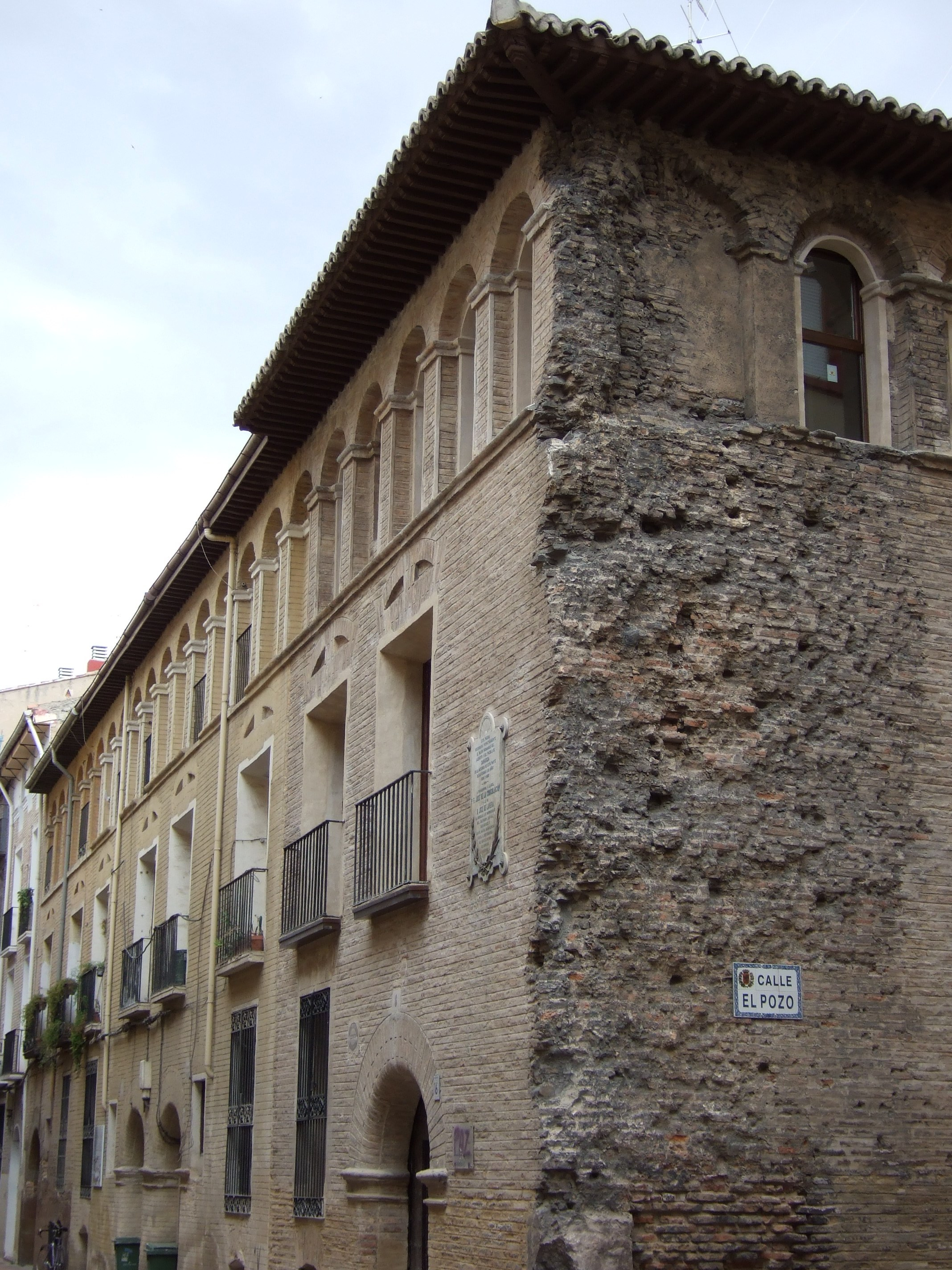
Cantonada del carrer El Pozo amb els danys produïts als Setges de Saragossa

En els següents dies, els francesos van instal·lar les seves bateries als espais guanyats. Avui en dia, el barri saragossà de la Bombarda deu el seu nom a la peça d'artilleria que s'hi va ubicar. Aproximant-se des del Huerva, els francesos van tractar de prendre el convent dels Trinitaris i l'horta de Santa Engràcia, les entrades a la ciutat des del sud. Els llocs avançats establerts el 28 de gener per un assalt general es van anar ampliant en combats lents i meticulosos. La resistència casa per casa obligava als francesos a volar els edificis un a un, retardant-ne l'avenç i sofrint nombroses baixes. El comandant francès va arribar a expressar en una carta a l'emperador:
| «                      | Mai no he vist aferrissament igual al que mostren els nostres enemics en la defensa d'aquesta plaça. Les dones es deixen matar davant de la bretxa. Cal organitzar un assalt per cada casa. El lloc de Saragossa no s'assembla en res a les nostres anteriors guerres. És una guerra que horroritza. La ciutat crema en aquests moments per quatre punts diferents, i plouen sobre ella les bombes a centenars, però res no s'hi val per intimidar-ne els defensors... Quina guerra! Quins homes! Un setge a cada carrer, una mina sota cada casa. Veure's obligat a matar tants valents, o millor a tants furiosos! Això és terrible. La victòria fa pena. | » |
| — Mariscal Jean Lannes | |   |

Amb el pas del temps van anar caient un a un els barris perifèrics (Huerta de Santa Engracia i el Carme, a la porta de la qual encara s'aprecien els efectes de la guerra, l'Arrabal...) i els convents on s'havien fet forts els defensors. La batalla va ser terrible per a la ciutat, que va veure bombardejada la Basílica del Pilar i l'Hospital de Gracia, la Universitat de Saragossa, saquejats els arxius de la Diputació, etc. Durant el setge el general Pierre Wattier va prendre una part de l'exèrcit i es va dirigir al Maestrat, Baix Cinca i Matarranya, prenent Alcanyís el 26 de gener, que havia ofert resistència.

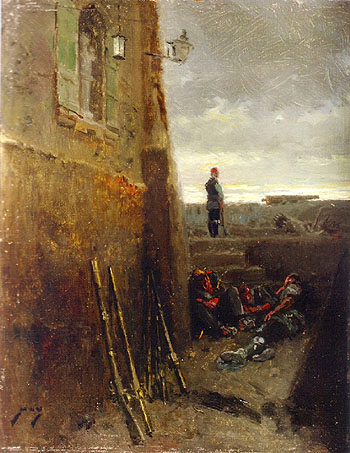
Baturro de guàrdia durant els setges de Saragossa, Marcelí d'Unceta, 1902

Malgrat tot, els defensors van seguir resistint fins que la falta de menjar i les terribles condicions higièniques pròpies del setge van propiciar una nova epidèmia de tifus. Palafox va mantenir la seva resposta de "Guerra i ganivet" a la rendició, però ell mateix va emmalaltir greument i va ser substituït per Saint-Marq. Aquest, en connivència amb la Junta de Defensa, va decidir retre l'exhausta ciutat, incapaç ja de continuar lluitant. Palafox es va oposar fins al final i hi va haver nombrosos partidaris de continuar la lluita fins a les seves últimes conseqüències que van tractar d'assaltar els arsenals per prosseguir la lluita. Finalment, el 21 de febrer, Saragossa va capitular. Heinrich von Brandt el descriu així:
| « | Un cert nombre de joves, d'edats compreses entre els 16 i els 18 anys, sense uniformes [...], fumant indiferents, es van alinear davant nostre. Aviat varen contemplar l'arribada de la resta de l'Exèrcit: una multitud pintorescamente variada, i composta per gent de tota edat i condició […] la major part vestint robes de camperol. Els oficials anaven muntats en mules o en burrros, i únicament podien diferenciar-se dels seus homes pels seus tricornis i llargues capes. Tots fumaven i xerraven, semblant indiferents a la seva immediata expatriació. La majoria oferia un aspecte tan poc militar que els nostres homes manifestaven, en veu bastant alta, que mai no hauríem d'haver tingut tants conflictes per "vèncer aquesta xusma" | » |

## Conseqüències
La ciutat, que abans era coneguda com "La Florència d'Espanya", va quedar pràcticament destruïda i dels 55.000 ciutadans que hi havia abans dels setges en van sobreviure 12.000.

## Els setges a la cultura i les arts
La bravura de la defensa de la ciutat va convertir Saragossa en una de les més destacades batalles de la Guerra del Francès i de les Guerres Napoleòniques, generant nombrosos vestigis monumentals, simbòlics, literaris i musicals.
La ciutat de Saragossa va rebre pel seu valor durant els setges a què va ser sotmesa, els títols de Muy Noble, Muy Leal, Muy Heroica i Immortal, que des de llavors adornen l'escut de la ciutat. La lluita, que pràcticament va destruir la ciutat, va ser una de les fites històriques locals i ha estat constantment rememorada al nomenclàtor, especialment a la zona històrica del centre. Així, la que potser es pugui considerar l'avinguda central de la ciutat s'anomena Passeig de la Independència, a prop de la qual es troben entre d'altres la Plaça de los Sitios, el Carrer Asalto i el Passeig de la Mina. Nombrosos herois populars han donat noms a carrers i a places de la ciutat, com és el cas de la Plaça Sas, el Passeig María Agustín o el Parc Tío Jorge. Singular resulta l'etimologia del barri saragossà de la Bombarda, ja explicada. En diverses places, parcs i esglésies es conserven estàtues i relíquies del combat, com l'estàtua a Agustina d'Aragó o l'espasa de Palafox.
El 1908, primer centenari dels Setges, Saragossa va viure l'Exposició Hispano-francesa de 1908, com a celebració de l'esdeveniment i acte d'agermanament entre la ciutat i França. En el seu segon centenari, Saragossa va acollir l'Exposició Internacional Saragossa 2008, conjuntament a una sèrie d'actes commemoratius.

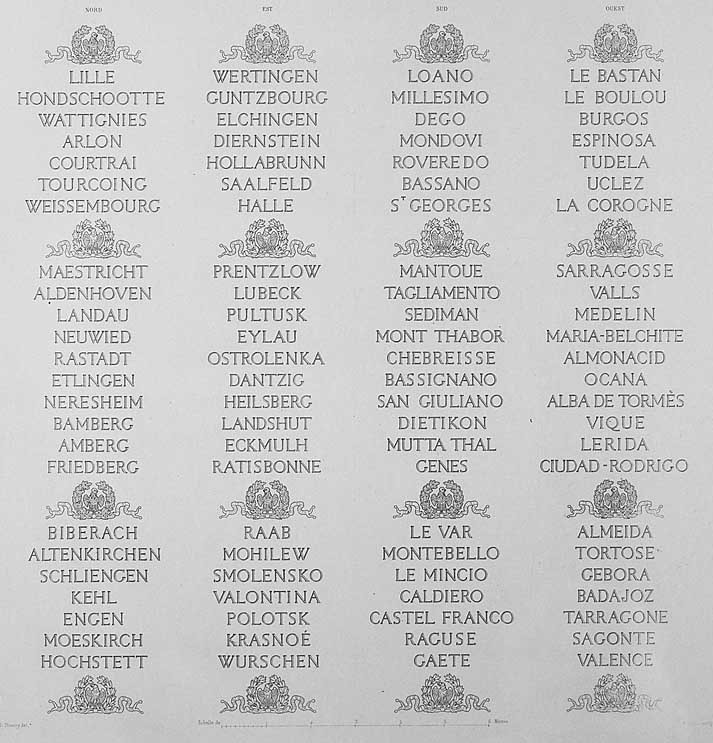
Es pot llegir «Sarragosse» encapçalant la quarta columna, segona fila en la llista de batalles franceses gravades en l'Arc del Triomf.

El músic Cristóbal Oudrid, va compondre una coneguda peça per a banda militar, que porta per nom El Setge de Saragossa.

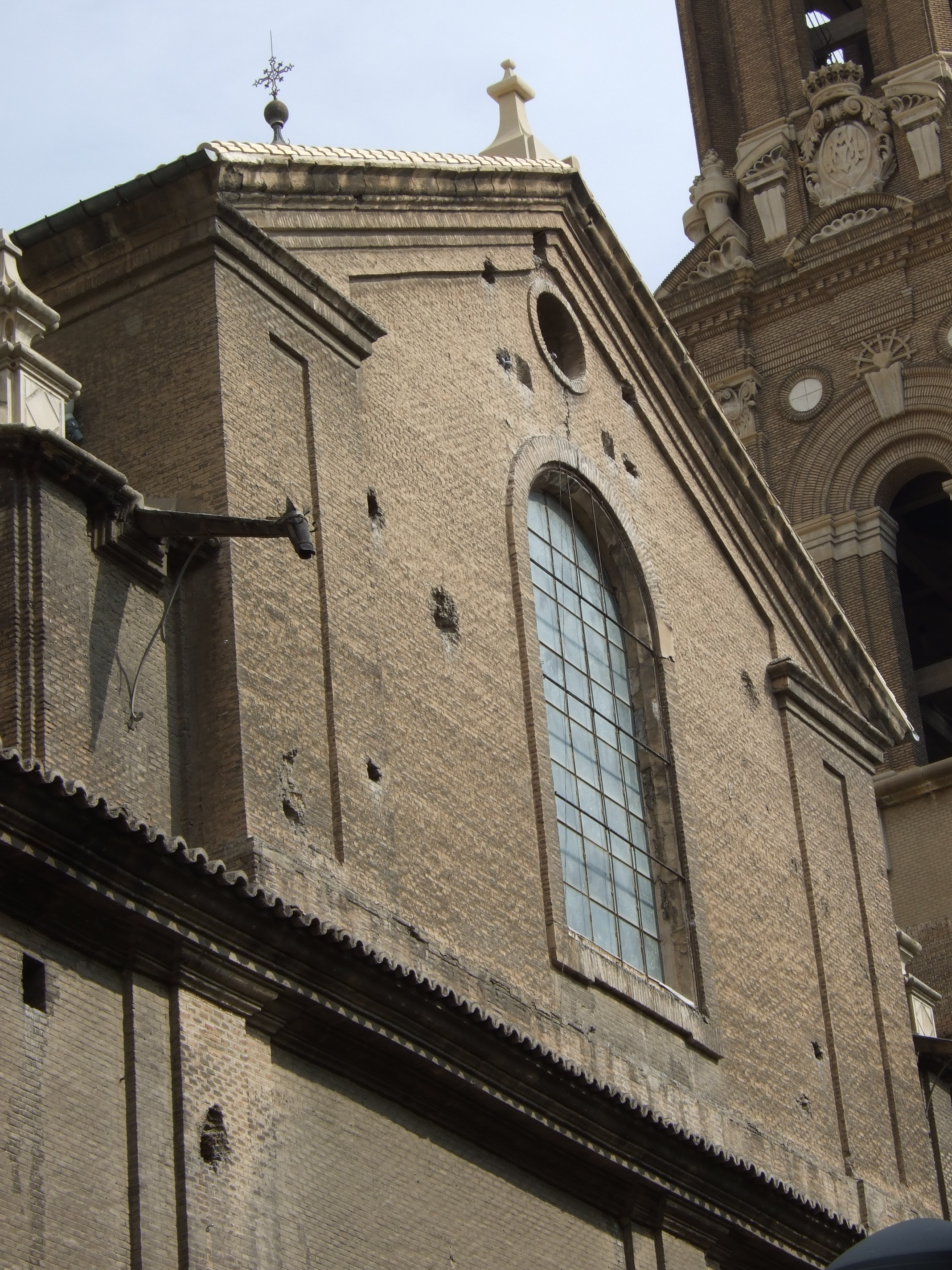
La Basílica del Pilar, que encara avui en dia mostra a la seva façana aquest danys produïts durant els setges

En literatura, la menció dels setges tampoc no ha estat escassa. El novel·lista espanyol Benito Pérez Galdós va dedicar un dels seus Episodis Nacionals, amb els quals pretenia narrar la història espanyola el segle xix, a Saragossa i els seus setges, immortalitzant així aquesta heroica resistència.
L'escriptor i historiador José Luis Corral va dedicar també un llibre als setges, titulat Independència!, on descriu la resistència de la ciutat des dels ulls d'un guàrdia de corps que s'uneix a la lluita.
Els francesos l'inclouen entre les seves grans batalles inscrites a l'Arc de Triomf de París.
La decidida resistència va ser immortalitzada en una cobla cantada com a jota, convertida des de llavors en un dels símbols típics amb què es relaciona Aragó i Saragossa:
| « | La Virgen del Pilar dice Que no quiere ser francesa Que quiere ser capitana De la tropa aragonesa | » |

### Personatges destacats
- José de l'Hotellerie de Fallois y Fernández de Heredia Baró de Warsage
- José de Palafox y Melci
- Agustina d'Aragó
- Basilio Boggiero Spotorno
- Santiago Sas
- Casta Álvarez Barceló
- Manuela Sancho
- Juliana Larena y Fenollé
- Josefa Vicente
- Comtessa De Bureta
- María Lostal
- Josefa Amar y Borbó
- María Artigas
- Madre Rafols
- María Agustín
- Jorge Ibor y Casamayor "Oncle Jorge"
- Mariano Renovales
- Francisco Javier Mina
- Antonio Sangenís Torres
- Miguel Salamero
- Felipe Sanclemente y Romeu
- Francesc Riera (Lleona)